# وو (صينية)

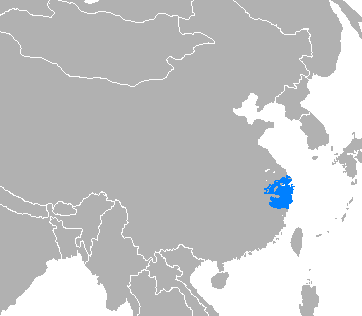
خريطة توضيحية، حيث يشير اللون الإزرق لمناطق التحدث بالوو

الوو (بالإنجليزية: Wu، بالصيني المبسط: 吴语) هي لهجة من لهجات اللغة الصينية، يتكلمها حوالى 77 مليون شخص متمركزين في مدينة شانغهاى والمناطق المحيطه بها. هناك أختلاف بين العلماء اللغويين، حيث يصنفها البعض كلهجه وأخرين يعتبرونها لغه مستقلة. ليس لالوو صفه رسمية، في مؤسسات التعليم والحكومة، الصيني القياسي هو المستخدم.